# Ciortești (okręg Vâlcea)
Ciortești – wieś w Rumunii, w okręgu Vâlcea, w gminie Zătreni. W 2011 roku liczyła 64 mieszkańców.